# Chiesa dei Santi Giovanni e Agostino
La chiesa dei Santi Giovanni e Agostino è una chiesa cattolica nel quartiere del Torretto, nel centro storico della città de La Spezia.

## Storia

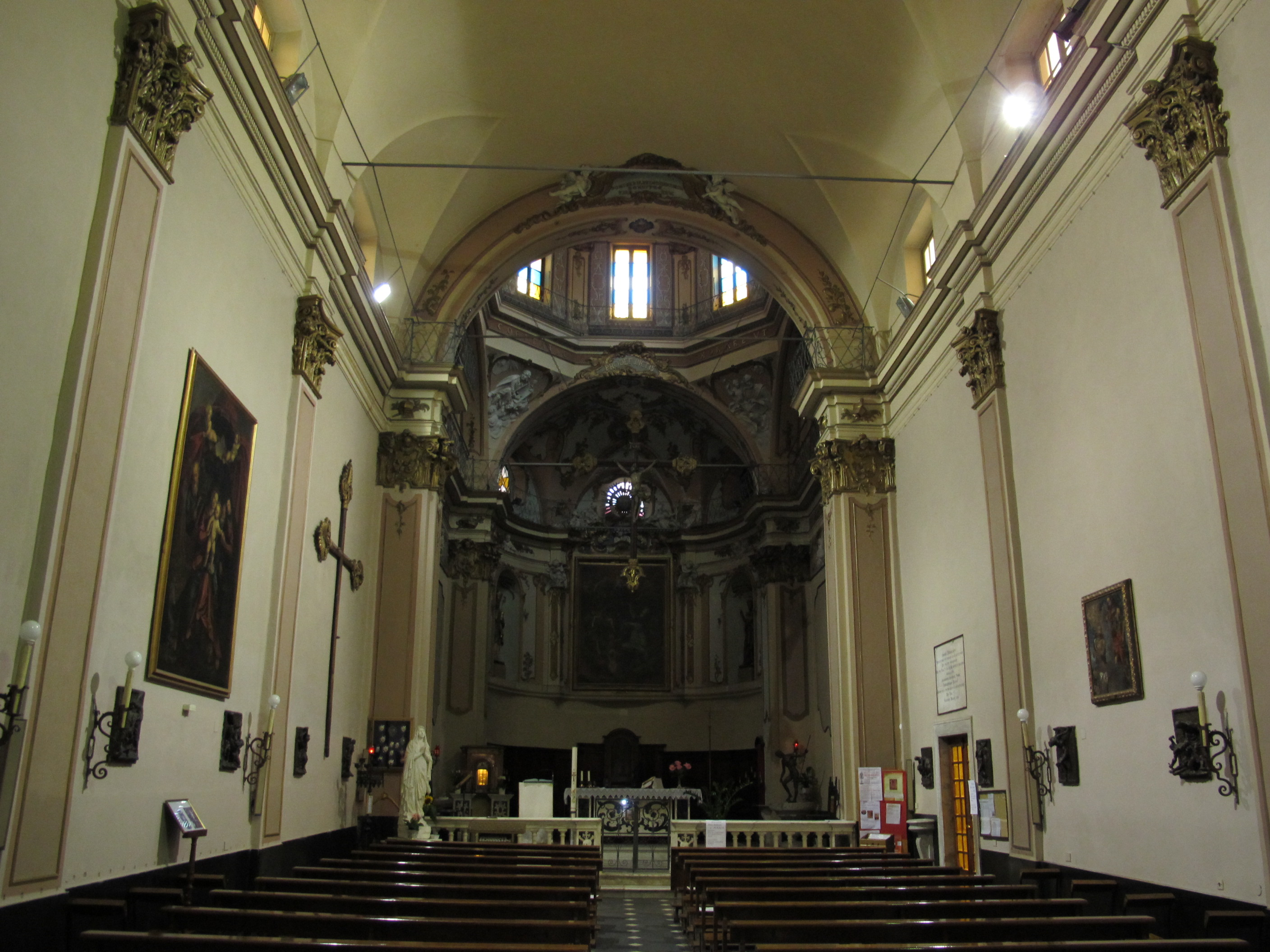
Interno

### La chiesa di Sant'Agostino
Il monastero fu fondato nel 1390 e fu il primo insediamento religioso sorto in città. I monaci che vi si insediarono provenivano da un più antico monastero che sorgeva a Vezzano Alto nell'entroterra spezzino. 

Inizialmente i frati si insediarono in un fabbricato di modeste dimensioni; successivamente sia il convento che la chiesa furono ampliati.
Questa venne dedicata a sant'Agostino e fu aperta al culto il 24 aprile 1547 dal vescovo di Luni-Sarzana Giovanni Francesco Pogliasca. 
Pochi anni prima, nel 1539, gli agostiniani avevano fatto dipingere una pregevole tavola che raffigurava l'Apoteosi di san Nicola del pittore locale Antonio da Carpena detto il Carpenino. Attualmente si trova nel Museo diocesano.
Il convento faceva parte della Provincia Agostiniana di Lombardia. Dopo oltre quattro secoli di presenza in città, i padri agostiniani furono espulsi nell'ottobre 1797, ancora prima della legge sulla soppressione dei monasteri emanata dalla Repubblica Ligure l'anno successivo.
La Municipalità convinse il governo della necessità di adibire il convento a scuola pubblica. 
Più tardi il generale francese Miollis se ne impossessò per acquartierarvi le truppe durante l'occupazione della città della Spezia.
La chiesa, dal 1878, fu sede del Tribunale Militare Marittimo.

### La chiesa di San Giovanni
Verso la fine del XIV secolo in Liguria si erano diffuse le Compagnie o Confraternite dei Disciplinanti.  Alla Spezia la Confraternita Mortis et Orationis era legata all'oratorio dedicato a san Giovanni Battista decollato, edificio inizialmente assai modesto e che progressivamente fu arricchito della cupola seicentesca e dell'altare in marmo del 1727. A questa data la chiesa aveva ormai assunto una struttura assai simile a quella odierna. Una lapide in latino ricorda la costruzione del nuovo altare. Una lapide di marmo murata sulla porta laterale dà notizia della concessione in perpetuo da papa Pio VI dell'indulgenza plenaria per coloro che avessero visitato l'oratorio (1º marzo 1781).
Intorno all'oratorio andò sviluppandosi un quartiere importante, detto della Cittadella, e nelle poche piazze rimaste sorsero i palazzi delle famiglie aristocratiche spezzine Biassa, De Nobili, Da Passano ed altre.

Per la maggior parte, gli altari della chiesa erano di giuspatronato delle famiglie notabili della città e della Lunigiana - gli Oldoini, i Massa, i Castagnola, i Campi di Pontremoli, i Mascardi di Sarzana - le quali si erano adoperate per fornire la chiesa di adeguate ancone e suppellettili.
Con l'occupazione napoleonica, l'oratorio fu requisito per farne un deposito di munizioni.
Nel 1799, ritiratisi i francesi da Spezia, l'oratorio riprese le sue funzioni per breve tempo, sino alla battaglia di Marengo (1800), quando fu nuovamente requisito.
Cessato il regime napoleonico, nel 1816 l'oratorio fu riaperto al culto come ricorda una lapide murata nella chiesa.
Nell'anno 1886 l'Oratorio venne eretto a parrocchia dal vescovo Giacinto Rossi e in questa occasione al nome di San Giovanni Battista si aggiunse quello di Sant'Agostino a ricordo della vicina chiesa degli Agostiniani chiusa nel 1797.
I bombardamenti della seconda guerra mondiale rasero al suolo quasi tutta la città, ma la chiesa dei Santi Giovanni e Agostino rimase indenne.

## Descrizione

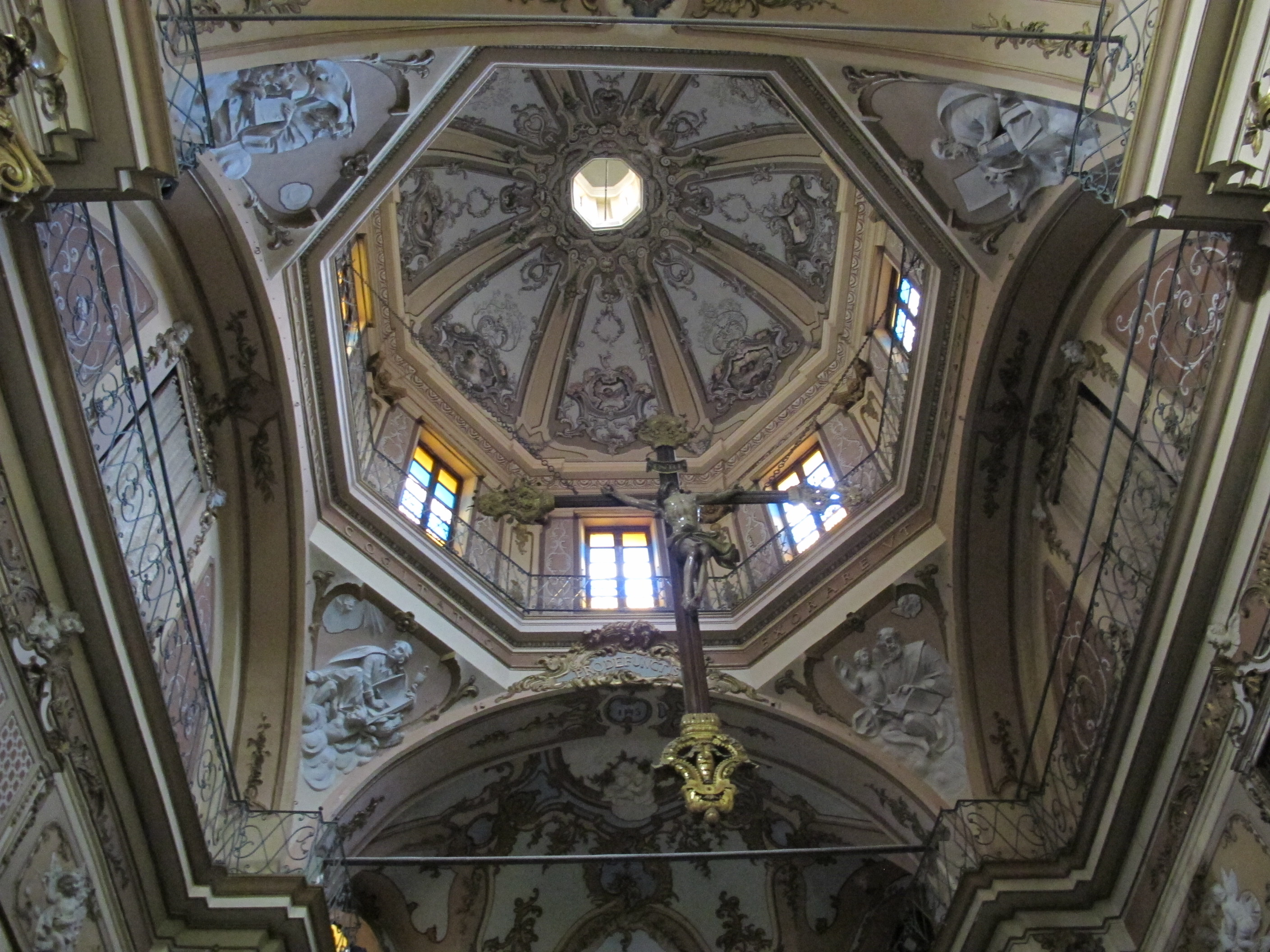
La cupola

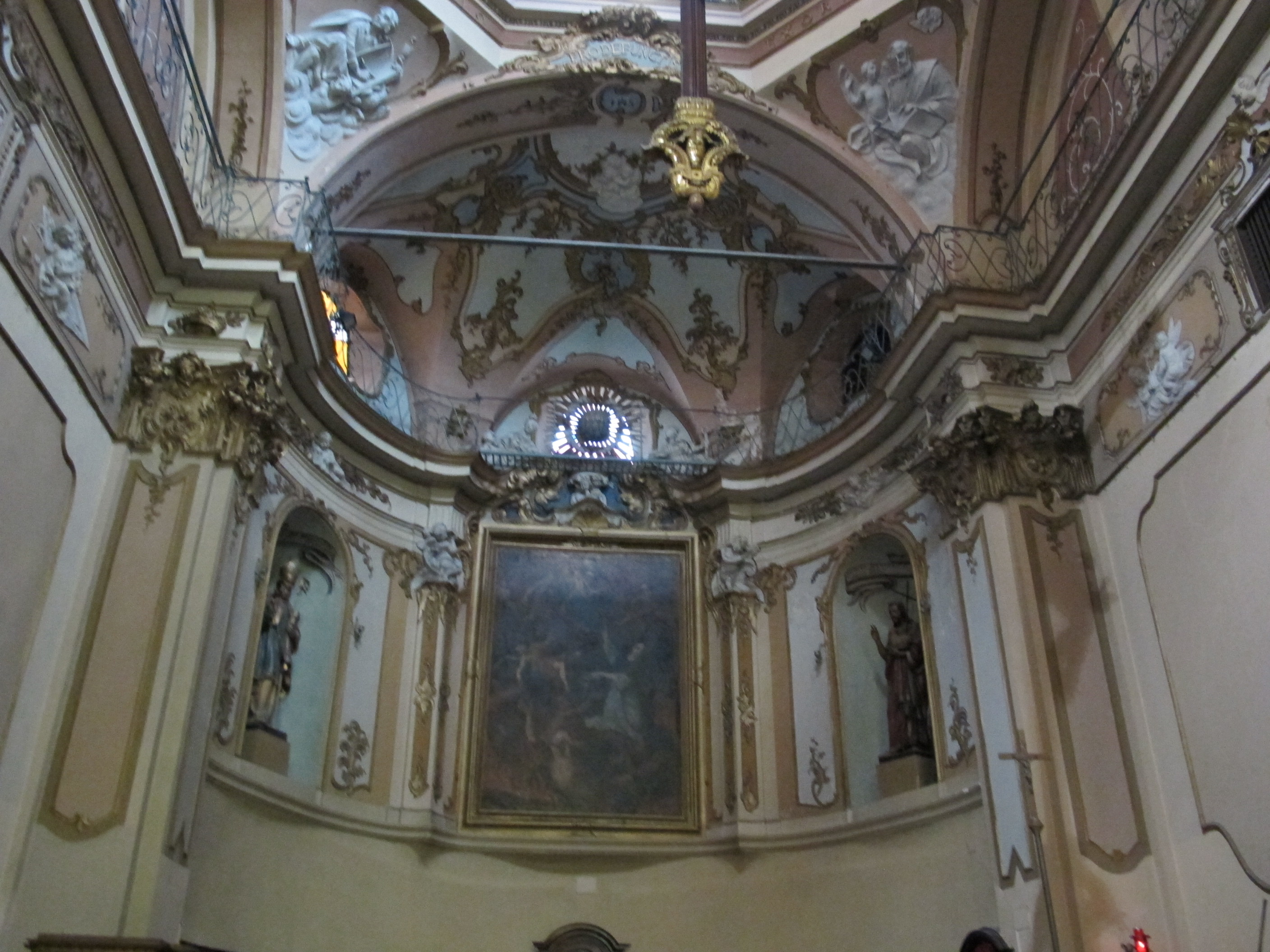
Abside

L'architettura della chiesa ha una struttura semplice, con una facciata a capanna caratterizzata da quattro paraste e timpano. Sopra il semplice portale decorato con pannelli bronzei è una nicchia che ospita una statua della Madonna con il Bambino.
La navata misura 40x7,50 m ed è alta 14 m. L'abside è semicircolare, con una cupola rivestita di ardesia a spina di pesce e terminata da una lanterna.
Tra le opere d'arte significative:
- una pala cinquecentesca raffigurante Madonna e Santi di Bernardino Lanino, della quale esiste una versione anche alla National Gallery di Londra
- un dipinto raffigurante la Madonna del Suffragio attribuito a Domenico Fiasella
- una porta bronzea, il ciclo della Via Crucis e l'affresco del Battesimo di Gesù, di Marcello Tommasi
- due grandi Crocifissi del XVIII secolo
- l'organo, originariamente dei fratelli Serassi del 1823, più volte restaurato
- il fonte battesimale del XVI secolo a forma di conchiglia